# Whernside
Der Whernside ist ein Berg im Norden Englands. Er liegt in den Pennines an der Grenze der Grafschaften Cumbria und North Yorkshire inmitten des 1.765 km² großen Naturparks Yorkshire Dales und ist 736 m hoch.
Seit dem 1. April 1974 stellt der Whernside aufgrund von Grenzverschiebungen im Zuge des Local Government Act 1972 die höchste Erhebung des modernen Yorkshire dar. Zusammen mit dem Ingleborough (723 m) und dem Pen-y-ghent (694 m) bildet er die Yorkshire Three Peaks ("Drei Gipfel Yorkshires"). Im Wesentlichen besteht der Whernside aus einem langen in Nord-Süd-Richtung verlaufenden Grat.
Es führen verschiedene Wege auf den Gipfel, der Teil des Three-Peaks-Walks ist. Vom Gipfel reicht der Blick nach Westen zum Lake District sowie zur Morecambe Bay. An klaren Tagen erkennt man im Südwesten sogar den Blackpool Tower in 64 km Entfernung.
Drei Kilometer südöstlich des Berges befindet sich das Ribblehead-Viadukt, ein Bauwerk der Bahnstrecke Settle–Carlisle, die anschließend in einem langen Tunnel die Nordostflanke des Whernside durchquert.
Mit einer relativen Höhe von über 200 m im Vergleich zur Umgebung stellt der Whernside einen der wenigen englischen sogenannten Marilyns dar, die als Erhebungen mit mindestens 150 m Schartenhöhe definiert sind.